# Edward Carfagno
Edward Carfagno (28 de novembro de 1907 — Los Angeles, 28 de dezembro de 1996) é um diretor de arte estadunidense. Venceu o Oscar de melhor direção de arte em três ocasiões: por The Bad and the Beautiful, Julius Caesar e Ben-Hur.